# Longueuil (aglomeración)
La aglomeración de Longueuil es una entidad geopolítica supramunicipal ubicada en la región administrativa de Montérégie en Quebec, Canadá. Se encuentra en la orilla sur del rio San Lorenzo directamente a través de Montreal.
La aglomeración conlleva 6 municipios que fue inclúyelos en la antigua ciudad de Longueuil antes de 2006. La aglomeración tiene las mismas competencias que un municipio regional de condado (MRC). Este tipo de entidad es identificado como un territorio equivalente (territoire équivalent o TÉ en francés) porque puede proceder como un municipio regional de condado. Es porque este territorio es una división de censo (division de recensement o DR en francés o census división o CD en inglés) también, tal cual definido por Statistique Canada.
La conferencia regional de elecciones de Longueuil es otra entidad geopolítica englobando mismo territorio pero constituyendo un nivel diferente. Una conferencia regional de elecciones (conférence régionale des élus o CRÉ en francés) es el cuerpo político de elecciones locales y regionales que coordina el desarrollo regional y es el interlocutor del gobierno de Quebec en una región. Una región administrativa o una CRÉ es normalmente un grupo de MRC o de TÉ aunque un MRC o TÉ es un grupo de municipios. Entonces, la aglomeración de Longueuil agrupa la ciudad de Longueuil y los cinco municipios vecinos aunque la CRÉ de Longueuil es el grupo del TÉ o aglomeración de Longueuil. Sin embargo, aunque la Montérégie es una región administrativa, hay tres CRÉ en su territorio, una de ellas es Longueuil, cubriendo la parte centrale y más urbana del territorio de la Montérégie. En Quebec, tres MRC o TÉ son regiones administrativas o CRÉ también: Montreal, Laval y Longueuil.
La población de la aglomeración o de la CRÉ, estimada a 405 166 en 2013, es urbana. La sede y ciudad centra es Longueuil.

Ubicación de Longueuil en Montérégie

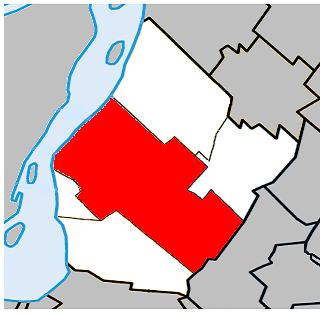
Los municipios de la aglomeración de Longueuil; en rojo la ciudad de Longueuil

## Geografía
El territorio de la aglomeración de Longueuil está cabecero entre el río San Lorenzo al oeste, el MRC de Marguerite-D’Youville al norte, La Vallée-du-Richelieu al este, Le Haut-Richelieu au sudeste y el MRC de Roussillon al sur. A través del San Lorenzo se encuentra la aglomeración de Montreal.

## Urbanismo
La aglomeración de Longueuil es el polo urbano de la Orilla Sur de Montreal como Laval es el polo urbano de la parte norte del Gran Montreal.

## Política
Hace parte de las circunscripciones electorales de La Pinière, Laporte, Marie-Victorin, Montarville, Taillon y Vachon a nivel provincial;
y de Brossard-La Prairie, Longueuil, Saint-Bruno-Saint-Hubert, Saint-Lambert y Verchères-Les Patriotes a nivel federal.

## Componentes
Hay cinco ciudades en la aglomeración de Longueuil. La ciudad de Longueuil tiene tres distritos que son Le Vieux-Longueuil, Saint-Hubert y Greenfield Park. Estos distritos son antiguos municipios que fueron mantenidos en la ciudad de Longueuil después de la defusión en 2006.
| Código | Nombre                     | Tipo         | Fecha de constitución | Área total (km²) | Área agua (km²) | Área tierra (km²) | Población 2013 | Densidad (hab./km²) |
| ------ | -------------------------- | ------------ | --------------------- | ---------------- | --------------- | ----------------- | -------------- | ------------------- |
| 58007  | Brossard                   | Ciudad       | 01.01.2006            | 52,12            | 7,06            | 45,06             | 83 410         | 1851,1              |
| 58012  | Saint-Lambert              | Ciudad       | 01.01.2006            | 10,03            | 2,44            | 7,59              | 21 840         | 2877,5              |
| 58033  | Boucherville               | Ciudad       | 01.01.2006            | 80,92            | 9,76            | 71,16             | 41 104         | 578,7               |
| 58037  | Saint-Bruno-de-Montarville | Ciudad       | 01.01.2006            | 43,18            | 0,94            | 42,24             | 26 604         | 629,8               |
| 58227  | Longueuil                  | Ciudad       | 01.01.2002            | 122,69           | 6,84            | 115,85            | 237 894        | 2053,5              |
| 580    | Longueuil                  | Aglomeración | 01.01.2002            | 308,94           | 27,04           | 281,90            | 410 852        | 1457,4              |